# Olsynium chrysochromum
Olsynium chrysochromum là một loài thực vật có hoa trong họ Diên vĩ. Loài này được J.M.Watson & A.R.Flores miêu tả khoa học đầu tiên năm 1994.